# Shine On Brightly
Albums de Procol Harum
Procol Harum
(1967) A Salty Dog
(1969)
Shine on Brightly est le deuxième album du groupe Procol Harum, sorti fin 1968. Il est notable pour la suite de 17 minutes qui le clôt, In Held 'Twas in I, qui constitue l'un des précurseurs du rock progressif.

## Titres
Toutes les chansons sont écrites par Keith Reid et composées par Gary Brooker, sauf Quite Rightly So et In Held 'Twas in I (Reid, Brooker, Fisher).

### Face 1
1. Quite Rightly So – 3:40
2. Shine on Brightly – 3:32
3. Skip Softly (My Moonbeams) – 3:47
4. Wish Me Well – 3:18
5. Rambling On – 4:31

### Face 2
1. Magdalene (My Regal Zonophone) – 2:50
2. In Held 'Twas in I – 17:31
  1. Glimpses of Nirvana
  2. 'Twas Teatime at the Circus
  3. In the Autumn of My Madness
  4. Look to Your Soul
  5. Grand Finale

## Musiciens
- Gary Brooker : piano, chant
- Matthew Fisher : orgue, chant sur In the Autumn of My Madness, piano sur Grand Finale
- Dave Knights : basse
- Keith Reid : paroles
- Robin Trower : guitare, chant sur Wish Me Well
- B. J. Wilson : batterie